# 韩国清酒
清酒（韓語：청주）是一种由粮食酿制而成的韩国米酒。清酒如名是清澈透明的。韩国知名的清酒品牌是“清河”（韓語：청하；韓文漢字：淸河）。韩国各地的清酒各有特色，比如韩国庆州地区出产一种名为“法酒”的清酒。